# Балка Широка (ліва притока Кам'янки)
Балка Широка — балка (річка) в Україні у Кропивницькому районі Кіровоградської області. Ліва притока річки Кам'янки (басейн Південного Бугу).

## Опис
Формується декількома струмками та загатами.

## Розташування
Бере початок на південно-східній околиці села Велика Чечеліївка. Тече переважно на північний захід і на північно-східній околиці селища Кам'янця впадає у річку Кам'янку, ліву притоку річки Інгулу.

## Цікаві факти
- На лівому березі балки пролягає автошлях Н23[2] (автомобільний шлях національного значення на території України, Кропивницький — Кривий Ріг — Запоріжжя. Проходить територією Кіровоградської, Дніпропетровської та Запорізької областей.)
- У XX столітті на балці існували свино-тваринна ферма (СТФ), скотний двір та декілька газових свердловин[3], а у XIX столітті — багато вітряних млинів[1].